# Tasikmalaya
Tasikmalaya (tiếng Indonesia:) là một thành phố Indonesia. Thành phố này thuộc tỉnh Tây Java, trên đảo Java. Thành phố có dân số 633.704 người (theo điều tra dân số năm 2010). Tasikmalaya nằm ở đông nam Tây Java, Indonesia, giữa Bandung và Purwokerto về phía nam của hai tuyến đường chính trên Java. Nó cũng thủ phủ của một huyện cùng tên.
Thành phố này nằm trong khu vực Preanger miền núi của Java ở độ cao 351 mét (1151 feet).
Dân số của thành phố (không bao gồm Regency xung quanh nó) là 633.704 điều tra dân số 2010. Thành phố này là đôi khi được gọi là "Thành phố của ngàn Pesantren," do có nhiều trường Hồi giáo của nó.